# Richard Bugdalle
Richard Bugdalle (ur. 11 września 1907 w Pommsen, zm. 27 czerwca 1982 w Monachium) – zbrodniarz hitlerowski, członek załogi obozu koncentracyjnego Sachsenhausen i SS-Hauptscharführer.
W latach 1939–1941 był blokowym (Blockführerem) w Sachsenhausen. Podlegała mu również więźniarska kompania karna. Mordował i torturował dziesiątki więźniów, stosując okrutne kary (takie jak kara słupka) czy polewając ich zimną wodą.
2 stycznia 1960 Richard Bugdalle został skazany przez zachodnioniemiecki sąd w Monachium na dożywotnie pozbawienie wolności za zbrodnie popełnione w Sachsenhausen. Zwolniony w 1978.